# Bottlik István
Apátikéri Bottlik István (Tibolddaróc, 1879. május 10. – ?, 1952), politikus, országgyűlési képviselő, a felsőház tagja. Politikai pályája alatt többször kísérletet tett a társadalmi különbségek enyhítésére, többek között a magasabb jövedelmek magasabb adóztatását szorgalmazta. Az 1930-as években a gazdálkodók megsegítésére ún. borbank létrehozásával is próbálkozott, melynek feladata a borexport növelése és a gazdák fejlesztési hitelekhez juttatása lett volna. Mezőkeresztes díszpolgára, a Magyar Vöröskereszt Egylet örökös tagja. Borsod vármegye törvényhatóságának tagjaként, a Borsod megyei Gazdasági Egyesület valamint az alsóborsodi református egyházmegye tanácsbírájaként (1926-tól gondnokaként) és a sályi református egyház főgondnokaként jelentős szerepet vállalt a megye társadalmi-, és közéletében.

## Élete
Általános iskolai tanulmányait szülőfalujában, középiskoláit a budapesti mintagimnáziumban és Iglón (1896-ig) folytatta, majd a budapesti tudományegyetemen szerzett jogi diplomát. A 7. huszárezredben tartalékos huszártisztként szolgált.
1906-tól a mezőkeresztesi kerület országgyűlési képviselője, a Függetlenségi és Negyvennyolcas Párt színeiben, később az Alkotmánypárthoz csatlakozott. Első ciklusában pártjának jegyzője is volt. A háború alatt tartalékos huszárkapitányi rangban parancsőrtisztként teljesített szolgálatot. 1917 júliusában földművelésügyi államtitkárnak nevezték ki, miután a közélelmezési miniszteri kinevezést visszautasította és mely tisztségében a forradalom idejéig megmaradt. Ennek következtében lemondott képviselői mandátumáról, azonban alig egy hónappal később augusztus 2-án újra megválasztották a kerület képviselőjévé.
1917 szeptemberében bárói rangra emelték, címeres levele 1918. március 26-án kelt, Bécsben.
A tanácsköztársaság idején birtokaira visszavonulva gazdálkodott. 1922-ben pártonkívüliként választották a mezőkövesdi kerület képviselőjévé, melyet az 1926-os választások alkalmával is megtartott, akkor már Egységes Párti programmal, mely pártba szolidaritásból lépett be, hogy Bethlent támogassa, aki iránti a bizalom a frankbotrány miatt ingott meg. Parlamenti munkáját inkább a bizottságokban folytatta; 6 bizottságnak is tagja volt (úgymint közigazgatási, a közjogi és törvénykezési,a véderőbizottságnak). Képviselőségéről 1930-ban lemondott, mikor Borsod-Gömör-Kishont vármegye törvényhatósága felsőházi tagnak választotta.

## Családja
Bottlik István 1917. december 19-én nősült meg. Felesége, Jovanovits Stefánia (1888-1967) szerb gyökerekkel rendelkező családból származott. Édesapja Jovanovits István országgyűlési képviselő és udvari tanácsos, édesanyja, Dunygerszky Olga (a budapesti Dungyerszky-bérpalotát építtető Dungyerszky Lázár leánya) volt.
Házasságukból a következő gyermekek születtek:
- Bottlik István (Budapest 1919. október 30.[16] - Tibolddaróc 1922. augusztus. 10.)[17]
- Bottlik - Török György (Budapest, 1924. június 1.[18] - Kanada, 1972)
- Bottlik József (Budapest, 1925. június 25. - Torontó, 2000. november 1.)[19] Közgazdász, vadászati szakember, a johannita rend lovagja.[20]

Bottlik István 1952-es halála után családját vagyonvesztésre ítélték, özvegye és két fia Kanadába emigrált. Mindannyian ott is haltak meg, a torontói Mount Pleasant temetőben helyezték őket örök nyugalomra, Stefánia testvérével, Török Sándorné Jovanovits Zsófiával.

## Parlamenti működése
Az 1907-es cselédtörvény tárgyalásakor a gazdákra mért nagy terhek miatt emelt szót. Nem tartotta elfogadhatónak azokat az intézkedéseket, melyek a munkaadót arra kötelezte, hogy az általa alkalmazottak egészségügyi gondozásáról és gyermekeinek oktatása felől (tandíj) kezeskedjék (28. §, 32. §). Ugyanakkor helyeselte azokat a szabályokat, melyek egyrészt a szolgálati idő alatt kivándorlást tiltották, másrészt a sztrájkot akadályozták, komoly büntetés mellett (5§ 57§).
1911-ben az új véderő törvény vitája során a hadsereg fejlesztése mellett foglalt állást, de azt nem a létszám növelésével, hanem a kiképzési rendszer megreformálásával képzelte el. A huszárok kiképzésének idejét például a folyamatos átvezénylések megszüntetésével tartotta egy évvel megrövidíthetőnek (háromról két évre). A magas létszámú (egymillió fövel növelt) hadsereget túlságosan költséges fenntartása és hatékony alkalmazhatóságának hiánya miatt vetette el, történelmi példára hivatkozva (Mukdeni csata). A létszámemelésre szánt költségvetési forrás egy részét inkább egy minőségi altisztikar kinevelésére szánta, mely nem kényszerűségből tölti le a szolgálati idejét, hanem fő megélhetési forrásként tekintene pályájára.
A Világháború évei alatt élesen kritizálta a kormány hadigazdaságát, különös tekintettel a mezőgazdasági szabályozásokra és a háborús konjunktúrából következő problémákra adott kései válaszai miatt. Kiemelte, hogy hatalmas hiba volt várni az ármaximalizálásokkal és bizonyos szűkös készletek zár alá vonásával valamint hagyni a háborús spekulációk és nyerészkedések kialakulását. Számon kérte a kormányon a termelési rendszer visszásságait is, - felemlegetve a hadi kötelezettségüket töltő férfi munkaerő pótlásának elmaradását - utalva a mezőgazdasági gépgyártás teljesítményének alacsony mennyiségére. Erre a megoldást gazdasági körzetek kialakításában és miniszteri biztosok kinevezésében látta, akik képesek lennének - megfelelő feltételek biztosítása mellett - a háborús mezőgazdaság megfelelő megszervezésére. Támogatta a hadifoglyok intenzívebb bevonását a magyar gazdaságba (Pl. Tisza szabályozása). Kifogásolta az elosztási rendszert (a gabonát teljesen kivonta volna a szabad kereskedelemből, és a termésből a megállapított felesleget elvonta volna a gazdától közélelmezési célokra) és a városi lakosság tömegélelmezésére a német mintát (hatósági konyhák bevezetése) szorgalmazta, mellyel költséghatékonyabb módon lenne megvalósítható az ellátás, a női munkaerő kímélése és nagyobb produktivitása mellett.

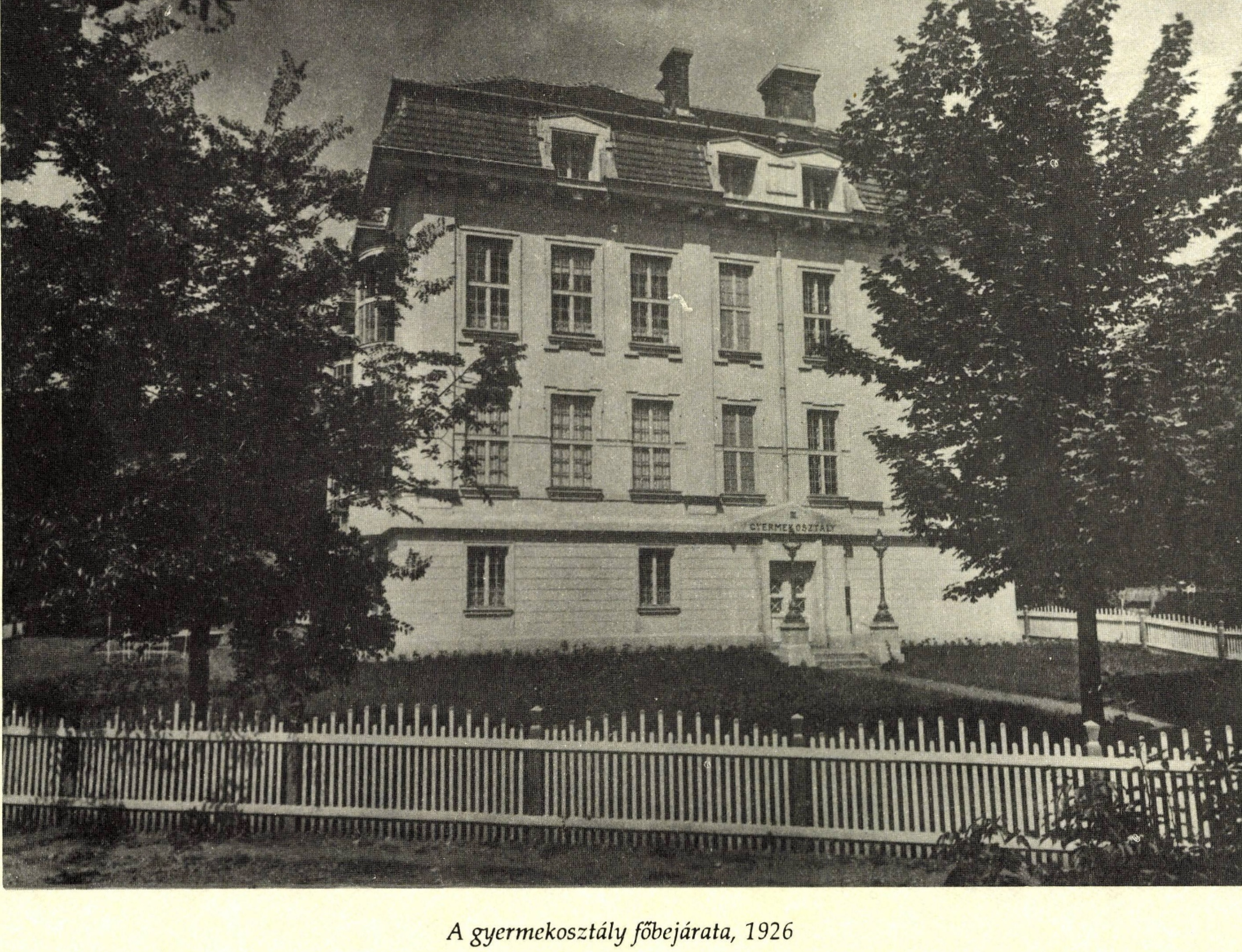
Az általa emeltetett gyermekgyógyászati épület

Az 1922/23-as költségvetési törvény tárgyalásakor foglalkozott a közellátással, az állami tisztviselők helyzetének javításával és a földreform végrehajtásával és annak problematikus részeivel. A közélelmezés kapcsán felvetette egy olyan rendszer bevezetésének lehetőségét (ármaximalizálás helyett), melyben a legszegényebb rétegek alapvető fogyasztási cikkekhez való hozzájutását megkönnyíteni, oly módon, hogy számukra ezen cikkeket a piaci ár alatt tenné elérhetővé, és a két ár közötti különbözetet egy, az egész társadalomra (különös tekintettel a nagytőkés és ipari vállalatokra) kivetendő progresszív adóval (pénz, termény, közélelmezési járulék) gondolta rendezni. Mivel a közellátás állami költségvetésből volt finanszírozva, az így felszabaduló összeget az állami tisztviselők életkörülményeimek javítására kívánta felhasználni. Az állami bürokrácia csökkentését is fontos feladatnak tartotta, oly módon, hogy a szükséges létszám feletti tisztviselők magánvállalatoknál kerüljenek alkalmazásra.
A Nagyatádi-féle földreform kapcsán felvetette, hogy azon rétegek, akik eddig a földszerzéstől elestek, rossz anyagi helyzetük miatt, egy a nagybirtokokra kivetendő birtokpolitikai adó bevezetésével mégis területekhez juthattak volna. Az adót progresszívan vetették volna ki az 500 katasztrális holdnál nagyobb birtokokra, mely adó 500 holdanként emelkedne. Ezzel megteremthetővé vált volna a kedvezményes ár (mellyel a kedvezményezni kívánt rétegek megvásárolhatnák a földet) és a piaci ár közötti kompenzációt biztosító forrás. Így a vásárlás pillanatában pénzéhez jutott volna a kisajátított föld tulajdonosa, aki a pénzt birtoka fejlesztésére fordíthatta volna, ezzel növelve a termelékenységet.

Emléktáblája a Semmelweis kórházban, a Térségi Diagnosztikai Szűrőcentrumban

Az 1923/24 évi költségvetési vitájában szónoki megszólalásával vett részt. Újra felemelte szavát az elesettek mellett, és a magas jövedelmek megadóztatását szorgalmazta (tőzsdei nyereség és forgalom megadóztatása, vigalmi adó (színház, mulatók, étel-ital), kártyaadó (kártyajátékok után) bevezetése illetve emelése, valamint luxusingatlanokra és luxus járművekre kivetendő adó -közjótékonysági adó). Az így befolyó összegeket diákotthonok, diákmenzák, szegényházakat, napközi otthonok létesítésére kívánta volna fordítani. A különadókkal kapcsolatban határozati javaslatot nyújtott be, amelyben kérte a Nemzetgyűlést a kormány utasítására, hogy egy vonatkozó törvényjavaslat kidolgozására kerüljön. Az 1923. július 31-i ülésen a határozati javaslat elbukott, Kállay Tibor a szavazás előtt felhívta a figyelmet, hogy már léteznek olyan adók, melyek a nyomor enyhítésére hivatottak.

## Hagyatéka
Elsőszülött fia halála után a tibolddaróci temetőben pompás mauzóleumot emeltetett fia emlékére, mely később a család temetkezési helyéül is szolgált. A fehér mészkőből és márványból emelt mauzóleum 1923-24-ben készült el, mór stílusban. A sírbolt közepén található Róna József alkotása, ami az elhunyt kisgyermeket ábrázolja egy óvó angyal karjai között. Később itt helyezték el az építtető testvérének hamvait is. Valamint itt nyugszik Jovanovits Stefánia édesanyja, Dungyerszky Olga (‡1943).
Szintén Bottlik István nevéhez fűződik a miskolci Erzsébet Kórház gyermekosztályának felépítése. Az építkezési munkálatoknak 1925 tavaszán láttak neki és 1926 áprilisában került átadásra a Stimm és Block tervező cég által kivitelezett, magas földszintes, kétemeletes, tetőtér-beépítéses "beteg gyermekek gyógyulására szolgáló hajlékot", mely 72 ágyával 1957-ig működött azon a helyen. Az épületben két emléktábla is megemlékezett az alapítókról, "apatikéri Bottlik Istvánról és fennkölt gondolkodású hitveséről". Ez az emléktábla ma (2016) a Semmelweis kórházban, a Térségi Diagnosztikai Szűrőcentrumban található, melyben egykor a gyermekosztály is működött. Egykor ezzel szemben volt elhelyezve egy másik tábla, melyen a szülők elveszett gyermekük felett érzett fájdalmát egy kisgyermekfej jelképezte.